# Izvor (Lipkovo)
Izvor (en macédonien Извор, en albanais Izvori) est un village du nord de la Macédoine du Nord, situé dans la municipalité de Lipkovo. Le village comptait 4 habitants en 2002. Il est majoritairement albanais. En macédonien, son nom signifie « source ».

## Démographie
Lors du recensement de 2002, le village comptait :
- Albanais : 4